# Albert Reyes
Albert Reyes (Las Escaldas-Engordany, 24 de marzo de 1996) es un futbolista andorrano que juega en la demarcación de centrocampista para el F. C. Ordino de la Primera División de Andorra.

## Selección nacional
Tras jugar con la selección de fútbol sub-17 de Andorra, la sub-19 y la sub-21, finalmente hizo su debut con la selección absoluta el 7 de octubre de 2020 en un partido amistoso contra Cabo Verde que finalizó con un resultado de 1-2 a favor del combinado caboverdiano tras el autogol de Carlos Ponck para Cabo Verde, y un doblete de Ryan Mendes da Graca para Cabo Verde.

## Clubes
| Club                  | País    | Año       | Partidos | Goles |
| --------------------- | ------- | --------- | -------- | ----- |
| F. C. Encamp          | Andorra | 2015-2017 | 28       | 3     |
| U. E. Sant Julià      | Andorra | 2017-2018 | 20       | 0     |
| F. C. Andorra         | Andorra | 2018-2019 | 11       | 1     |
| Inter Club d'Escaldes | Andorra | 2019-2021 | 24       | 0     |
| U. E. Santa Coloma    | Andorra | 2021-2023 | 58       | 0     |
| F. C. Ordino          | Andorra | 2024-     | 27       | 1     |